# Billy Furness
William Isaac "Billy" Furness, född 8 juni 1909 i Washington, County Durham, England, död 29 augusti 1980 i Norwich, var en engelsk professionell fotbollsspelare. 
Furness startade sin fotbollskarriär som amatör i Usworth Colliery innan han skrev kontrakt med Leeds United 1948. Där var han en framgångsrik anfallsspelare mellan 1928 och 1937 och spelade totalt 257 matcher och gjorde 66 mål, varav 243 ligamatcher och 62 ligamål. Han fortsatte karriären i Norwich City ytterligare 10 år fram till 1947 då han spelade sin sista match efter att ha spelat 93 ligamatcher och gjort 21 mål.
Han spelade dessutom en landskamp för Englands herrlandslag i fotboll.